# Горњи Броштениј (Горж)
Горњи Броштениј (рум. Broștenii de Sus) насеље је у Румунији у округу Горж у општини Плопшору. Oпштина се налази на надморској висини од 141 m.

## Становништво
Према подацима из 2002. године у насељу је живело 65 становника, од којих су сви румунске националности.